# Vassili Fessenkov
Pour les articles homonymes, voir Fessenkov.
Vassili Grigorievich Fessenkov (en russe Василий Григорьевич Фесенков), né le 13 janvier 1889 à Novotcherkassk et mort le12 mars 1972 à Moscou est un astrophysicien soviétique,,,,,,,.

## Biographie
Après l'obtention d'un diplôme de l'école royale de Novotcherkassk en 1907 Vassili Fessenkov entre au département de physique et de mathématiques de l'université impériale de Kharkiv dont il est diplômé en 1911. L'année suivante il part à la Sorbonne 
où il soutient sa thèse en 1915. Durant cette période il travaille à l'observatoire de Paris et à l'observatoire de Nice.
De 1915 à 1920, il enseigne et travaille comme astronome-observateur à l'observatoire de Kharkiv. En 1917 il commence à enseigner une nouvelle matière : l’astrophysique.
En 1920 il devient professeur de mécanique à l'institut polytechnique du Don (Université polytechnique d'État du sud de la Russie M.I. Platov) et professeur d'astronomie à l'institut pédagogique de Novotcherkassk. Durant cette période il termine la rédaction de sa thèse sur l'évolution du système solaire. La soutenance de celle-ci n'aura pas lieu, les diplômes universitaires ayant été abolis.
En 1922, il s'installe à Moscou, où il devient en 1923 directeur de l'institut d'astrophysique qui est alors en charge de l'observatoire de Tachkent, des stations astronomiques de Kuchino et de Novotcherkassk. De 1923 à 1930, il est professeur au département de physique à l'université d'État de Moscou. En 1928, il soutient sa thèse et obtient le grade académique de docteur en sciences physiques et mathématiques.
Par la suite il est professeur du département d'astronomie (1933-1935), chef du département d'astrophysique de la faculté de mécanique et de mathématiques de l'université d'État de Moscou (1935-1949) et directeur de l'institut astronomique Sternberg (1936-1939).
En 1941 il dirige une expédition au Kazakhstan pour observer une éclipse solaire. Rattrapé par la guerre il reste à Alma-Ata et commence la construction de l'observatoire du plateau de Kamenskoe. Celui-ci devient une partie de l'institut d'astrophysique qu'il organise et où il enseigne.
Il a dirigé le conseil astronomique de l'académie des sciences de l'URSS de 1936 à 1937 et a été président du comité des météorites de cette même académie de l'URSS de 1945 à 1971.

## Travaux scientifiques
Vassili Fessenkov s'intéresse au début de sa carrière à la lumière zodiacale grâce à un photomètre construit par lui et à la répartition de la poussière cosmique dans le système solaire.
Par la suite il travaille sur la diffusion de la lumière par les corps opaques avec une application à l'étude de la Lune et des planètes. Il précise la connaissance des atmosphères de Mars, de Jupiter et de la Lune.
Il développe des méthodes optiques au sol et embarquées sur satellite pour la caractérisation de la haute atmosphère terrestre et découvre l'existence d'un nuage de poussières autour de la Terre.
Il calcule la masse de la galaxie et trouve une méthode de calcul de compression gravitationnelle de celle-ci. Plus tard il souligne le rôle important du rayonnement des étoiles et des fortes compressions locales de gaz et de poussières sous l'influence du vent stellaire et des ondes de choc dans le milieu interstellaire, ainsi que le rôle des éruptions des supernovas dans la cosmogonie. Concernant l'origine de la vie dans l'Univers, il a émis l'hypothèse du rôle essentiel des collisions cométaires catastrophiques dans la formation de matière organique complexe.
Il s'intéresse aux météorites et à l'entrée atmosphérique des météoroïdes. Sous sa direction l'origine astéroïdale de la météorite de Sikhote-Aline est prouvée (1947). Il argumente pour l'origine cométaire de l'événement de la Toungouska . 

## Ouvrages
- (en) A. Oparin et V. Fesenkov, Life in the Universe, Twayne Publishers, 1961 (ASIN B0006AXAX8, lire en ligne)
- (en) V. G. Fesenkov, Meteor Matter in Interplanetary Space, Editions de l'académie des sciences de l'URSS - Traduction NASA TT F-378, 1947 (lire en ligne)

## Distinctions
- Médailles :
  - Médaille Pour le travail vaillant dans la Grande Guerre patriotique 1941–1945 (1945).
  - Ordre de Lénine (1945, 1963, 1969).
  - Médaille « En mémoire du 800e anniversaire de Moscou » (1947).
  - Ordre du Drapeau rouge (1959).

- Sociétés académiques
  - Membre correspondant (1927) puis membre permanent de l'académie des sciences de l'Union Soviétique (1935).
  - Membre de l'union astronomique internationale (1938).
  - Membre de l'académie nationale des sciences de la république du Kazakhstan (1947).

- Ont reçu son nom :
  - L'institut d'astrophysique Fessenkov.
  - Le cratère lunaire Fessenkov.
  - Le cratère martien Fessenkov
  - La planète mineure (2286) Fesenkov.
  - Les nunataks de Fessenkov (monts du Prince Charles en Antarctique)[9].

## Liens
- Notices d'autorité :   - VIAF
  - ISNI
  - IdRef
  - LCCN
  - Italie
  - Japon
  - CiNii
  - Belgique
  - Pays-Bas
  - Pologne
  - Israël
  - NUKAT
  - Australie
  - Norvège
  - Tchéquie
  - Lettonie
  - WorldCat
- Ressource relative à la littérature :   - Internet Speculative Fiction Database
- Ressource relative à l'astronomie :   - Biographical Encyclopedia of Astronomers
- Ressource relative à la recherche :   - Math-Net.Ru